# Wodochłonność (mięso)
Wodochłonność mięsa – zdolność wiązania przez mięso wody, która utrzymywana jest przez białka mięśniowe i unieruchamiana w przestrzeniach kapilarnych mięśni.
Mięso przed uzyskaniem stanu stężenia poubojowego (tzw. ciepłe) charakteryzuje się wysoką zdolnością do zatrzymywania wody. Ma jednak gorszą smakowitość i niekorzystne cechy teksturalne. Podczas etapu stężenia pośmiertnego poważnie spada wodochłonność mięsa i nawet stosunkowo nieduży nacisk może powodować wyciekanie wody.